# Hasbach (Rösrath)
Hasbach ist ein Ortsteil der Stadt Rösrath im Kreis Rhein-Berg bei Köln.

## Lage und Beschreibung
Der Ortsteil, der im Wesentlichen aus den drei Straßen Auf dem Neuen Feld, Hasbacher Straße und Wolfsheideweg besteht, liegt im Naturschutzgebiet Wahner Heide und ist damit durch die BAB 3 abgetrennt vom restlichen Teil der Gemeinde. Über die Hasbacher Straße gibt es jedoch eine direkte Anbindung an Rösrath-Zentrum.

## Wissenswertes
Hasbach gehört historisch zum Typus der Dorfsiedlungen – in Abgrenzung zu den für das Bergische Land typischen Hofsiedlungen –, wie sie für die Kölner Bucht typisch waren. Der heutige Name ist aufgrund der Silbe „-bach“ jedoch sinnverkehrend, da der Ortsteil ursprünglich „Hasbich“ hieß. Übersetzt heißt die Silbe „-bich“ jedoch „Berg“ und wurde für jene Siedlungslagen verwendet, die auf einem Berg oder einer Anhöhe liegen.